# Margareta Wersäll
Margareta Wersäll, född 1939, är en svensk författare och litteraturvetare. 2011 mottog hon Ivar Lo-Johanssons personliga pris för avhandlingen Fattighusliv i ensamhetsslott.

## Priser och utmärkelser
- 2011 - Ivar Lo-Johanssons personliga pris